# Waterval Boven
Waterval Boven is een klein dorpje met 6.178 inwoners,  in de provincie Mpumalanga in Zuid-Afrika. Het dorp is gelegen aan de Elandsrivier en gelegen boven een waterval. Aan de andere kant van val ligt het dorp Waterval Onder.

## Subplaatsen
Het nationaal instituut voor de statistiek, Stats SA, deelt sinds de census 2011 deze hoofdplaats in in zogenaamde subplaatsen (sub place), c.q. slechts één subplaats:
Emgwenya SP